# Trophée Eurostar
Le Trophée Eurostar est un trophée créé en 2000 attribué au vainqueur du match de rugby à XV entre l'Angleterre et la France à l'occasion de leur rencontre lors du Tournoi des Six Nations.
Il est actuellement détenu par l’Angleterre avec sa victoire lors du Tournoi des Six Nations 2025 .

## Création du trophée
Les fédérations anglaise et française de rugby à XV ont décidé de créer ce trophée afin de donner un peu de visibilité à cette rencontre en imitant d'autres trophées du rugby international récompensant le vainqueur d'affrontements entre deux nations[source insuffisante], tels la Calcutta Cup (entre l'Angleterre et l'Écosse depuis 1879) ou la Bledisloe Cup (entre la Nouvelle-Zélande et l'Australie depuis 1932).
Cependant, contrairement à ceux-ci, il ne s'agit pas d'un trophée matériel. De plus, les résultats ne sont pris en compte qu'à partir de l'année 2000, dans le cadre du Tournoi des Six Nations, année de l'entrée de l'Italie dans le Tournoi des Cinq Nations qui devient donc des Six Nations, et de la création de ce défi entre le XV de la Rose et le XV de France.

## Confrontations
| No | Date             | Lieu                                              | Match               | Score   | Compétition                  |
| -- | ---------------- | ------------------------------------------------- | ------------------- | ------- | ---------------------------- |
| 1  | 19 février 2000  | Stade de France, Saint-Denis, France              | France – Angleterre | 9 – 15  | Tournoi des Six Nations 2000 |
| 2  | 7 avril 2001     | Stade de Twickenham, Londres, Angleterre          | Angleterre – France | 48 – 19 | Tournoi des Six Nations 2001 |
| 3  | 2 mars 2002      | Stade de France, Saint-Denis, France              | France – Angleterre | 20 – 15 | Tournoi des Six Nations 2002 |
| 4  | 15 février 2003  | Stade de Twickenham, Londres, Angleterre          | Angleterre – France | 25 – 17 | Tournoi des Six Nations 2003 |
| 5  | 27 mars 2004     | Stade de France, Saint-Denis, France              | France – Angleterre | 24 – 21 | Tournoi des Six Nations 2004 |
| 6  | 13 février 2005  | Stade de Twickenham, Londres, Angleterre          | Angleterre – France | 17 – 18 | Tournoi des Six Nations 2005 |
| 7  | 12 mars 2006     | Stade de France, Saint-Denis, France              | France – Angleterre | 31 – 6  | Tournoi des Six Nations 2006 |
| 8  | 11 mars 2007     | Stade de Twickenham, Londres, Angleterre          | Angleterre – France | 26 – 18 | Tournoi des Six Nations 2007 |
| 9  | 23 février 2008  | Stade de France, Saint-Denis, France              | France – Angleterre | 13 – 24 | Tournoi des Six Nations 2008 |
| 10 | 15 mars 2009     | Stade de Twickenham, Londres, Angleterre          | Angleterre – France | 34 – 10 | Tournoi des Six Nations 2009 |
| 11 | 20 mars 2010     | Stade de France, Saint-Denis, France              | France – Angleterre | 12 – 10 | Tournoi des Six Nations 2010 |
| 12 | 26 février 2011  | Stade de Twickenham, Londres, Angleterre          | Angleterre – France | 17 – 9  | Tournoi des Six Nations 2011 |
| 13 | 11 mars 2012     | Stade de France, Saint-Denis, France              | France – Angleterre | 22 – 24 | Tournoi des Six Nations 2012 |
| 14 | 23 février 2013  | Stade de Twickenham, Londres, Angleterre          | Angleterre – France | 23 – 13 | Tournoi des Six Nations 2013 |
| 15 | 1er février 2014 | Stade de France, Saint-Denis, France              | France – Angleterre | 26 – 24 | Tournoi des Six Nations 2014 |
| 16 | 21 mars 2015     | Stade de Twickenham, Londres, Angleterre          | Angleterre – France | 55 – 35 | Tournoi des Six Nations 2015 |
| 17 | 19 mars 2016     | Stade de France, Saint-Denis, France              | France – Angleterre | 21 – 31 | Tournoi des Six Nations 2016 |
| 18 | 4 février 2017   | Stade de Twickenham, Londres, Angleterre          | Angleterre – France | 19 – 16 | Tournoi des Six Nations 2017 |
| 19 | 10 mars 2018     | Stade de France, Saint-Denis, France              | France – Angleterre | 22 – 16 | Tournoi des Six Nations 2018 |
| 20 | 10 février 2019  | Stade de Twickenham, Londres, Angleterre          | Angleterre – France | 44 – 8  | Tournoi des Six Nations 2019 |
| 21 | 2 février 2020   | Stade de France, Saint-Denis, France              | France – Angleterre | 24 – 17 | Tournoi des Six Nations 2020 |
| 22 | 13 mars 2021     | Stade de Twickenham, Londres, Angleterre          | Angleterre – France | 23 – 20 | Tournoi des Six Nations 2021 |
| 23 | 19 mars 2022     | Stade de France, Saint-Denis, France              | France – Angleterre | 25 – 13 | Tournoi des Six Nations 2022 |
| 24 | 11 mars 2023     | Stade de Twickenham, Londres, Angleterre          | Angleterre – France | 10 – 53 | Tournoi des Six Nations 2023 |
| 25 | 16 mars 2024     | Parc Olympique lyonnais, Décines-Charpieu, France | France – Angleterre | 33 – 31 | Tournoi des Six Nations 2024 |
| 26 | 8 février 2025   | Stade de Twickenham, Londres, Angleterre          | Angleterre – France | 26 – 25 | Tournoi des Six Nations 2025 |

## Records
- Plus longue série de victoires : 3 victoires
  - Angleterre : 3 fois (de 2007 à 2009, de 2011 à 2013 et de 2015 à 2017)
  - France : 2 fois (de 2004 à 2006 et de 2022 à 2024)
- Plus grande marge : 43 points
  - 2023 (Angleterre 10-53 France)
- Plus petite marge : 1 point
  - 2005 (Angleterre 17-18 France)
  - 2025 (Angleterre 26-25 France)
- Plus gros total marqué : 90 points
  - 2015 (Angleterre 55-35 France)
- Plus petit total marqué : 22 points
  - 2010 (France 12-10 Angleterre)